# Pygméfickmossa
Pygméfickmossa (Fissidens exilis) är en bladmossart som beskrevs av Hedwig 1801. Pygméfickmossa ingår i släktet fickmossor, och familjen Fissidentaceae. Enligt den finländska rödlistan är arten nära hotad i Finland. Arten är reproducerande i Sverige. Artens livsmiljö är diken. Inga underarter finns listade i Catalogue of Life.